# هوانغ جين-سان
هوانغ جين-سان (هانغل: 황진산) هو لاعب كرة قدم كوري جنوبي في مركز الدفاع، ولد في 25 فبراير 1989 في جينجو في كوريا الجنوبية. لعب مع أولسان هيونداي.

## وصلات خارجية
- هوانغ جين-سان على موقع دوري كوريا الجنوبية (الإنجليزية)
- هوانغ جين-سان على موقع قاعدة بيانات كرة القدم.إي يو (الإنجليزية)